# Toine Heijmans
Toine Heijmans (Nijmegen, 1 februari 1969) is een Nederlandse schrijver, journalist en columnist.

## Biografie
Heijmans werkt als algemeen verslaggever en columnist bij De Volkskrant, en is daarnaast romanschrijver. Hij studeerde geschiedenis aan de Radboud Universiteit Nijmegen. Tijdens zijn studie werkte hij als verslaggever voor het Nijmeegs Dagblad en de Arnhemse Courant. In 1995 kwam hij in dienst bij De Volkskrant in Amsterdam. Daar werkte hij vier jaar op de redactie binnenland, voordat hij verslaggever werd met als specialisme minderheden en asielzoekers. Een aantal jaren was hij plaatsvervangend chef van de redactie verslaggeverij. Tussen 2007 en 2010 was hij chef van de reisredactie. Sindsdien is hij algemeen verslaggever van de krant.
Sinds enige jaren is Heijmans columnist. Hij schrijft tweewekelijks een column. Daarnaast schreef hij scenario's voor de televisieserie De Fractie.

## Onderscheidingen
Heijmans is de eerste Nederlandse schrijver die de prestigieuze Franse literatuurprijs Prix Médicis Etranger kreeg, voor zijn in het Frans vertaalde roman Op Zee (En Mer). Ook kreeg hij een Franse onderscheiding: hij is benoemd tot Ridder in de Orde van Kunsten en Letteren. In 2014 won hij de Aad Struijs Persprijs voor reisjournalistiek. Voor zijn andere journalistieke werk kreeg hij een Europese non-discriminatieprijs. Ook was hij genomineerd voor de Prijs voor de Dagbladjournalistiek en tweemaal voor de Zilveren Zebra.

## Boeken
Heijmans schreef een aantal non-fictieboeken en romans. Zijn verhalen werden in verscheidene bundels gepubliceerd. Daarnaast maakte hij samen met fotograaf Marcel van den Bergh een cd-rom over een wereldreis in dertig dagen: De wereld is geen dorp.

### Fictie
In 2011 publiceerde Heijmans zijn eerste roman: Op Zee over een vader die met zijn dochter een zeilreis maakt van Denemarken naar Nederland. In 2012 verscheen de Duitse vertaling Irrfahrt. De Franse vertaling (En mer) verscheen in 2013 en won in hetzelfde jaar de Prix Médicis étranger. Het boek is verfilmd voor televisie door regisseur Marinus Groothof en scenariste Anne Hofhuis. Hoofdrolspelers zijn Martijn Nieuwerf en Rifka Lodeizen.
Heijmans' tweede roman Pristina verscheen begin 2014 en gaat over een loyale immigratieambtenaar die een vreemdeling het land uit moet zetten.
Met zijn derde roman, Zuurstofschuld, won hij in 2022 de Nederlandse Boekhandelsprijs.

## Publicaties
- Respect! Rappen in Fort Europa (1998, samen met Fred de Vries), reportages over hiphop en migrantenjeugd in Europa
- Allochtonië (2003) verzamelde verhalen over allochtonen in Nederland
- De Asielmachine (2005) over asielzoekers in Nederland
- La vie Vinex (2007) over leven in een nieuwbouwwijk
- Op zee. Roman. (Ill. door Jenna Arts). Amsterdam, Uitg. Veen, 2011. ISBN 978-90-204-2655-7
  - Duitse vertaling: Irrfahrt. Roman. Übers. von Ilja Braun. Ill. von Jenna Arts. Zürich & Hamburg, Arche Paradies, 2012. ISBN 978-3-7160-2675-5 en Hamburg, mairisch Verlag, 2025. ISBN ISBN 978-3-948722-44-9
  - Franse vertaling: En mer. Trad. de Danielle Losman. Paris, C. Bourgois, 2013. ISBN 9782267025286
  - Hongaarse vertaling: A Tengeren. Vertaling Veronika Mathé. Budapest, Gondolat Kiadó, 2013. ISBN 9789636934323
  - Deense vertaling: Pa Havet. Kopenhagen, Turbine Forlaget, 2013.
  - Turkse vertaling: Denizde. İstanbul, Hitkitap, Eda Yenil, Juni 2014
  - Spaanse vertaling: En el mar. Barcelona, Acantilado, 2018 ISBN 978-84-16748-88-4
- Pristina. Roman (2014) (Uitgeverij Atlas Contact)
- Zuurstofschuld. Roman  (2021), bekroond met de Nederlandse Boekhandelsprijs
  - Duitse vertaling: Der unendliche Gipfel. Roman. Übers. von Ruth Löbner. Hamburg, mairisch Verlag, 2023. ISBN 978-3-948722-25-8
- Buitendijks. Roman (2024), Uitgeverij Pluim.

- Bibliothèque nationale de France: cb16575313p (data)
- Digitale Bibliotheek voor de Nederlandse Letteren: heij076
- Gemeinsame Normdatei: 173632114
- International Standard Name Identifier: 0000 0000 5208 2950
- Library of Congress Control Number: no2001050452
- Nederlandse Thesaurus van Auteursnamen: 174379196
- Système universitaire de documentation: 171958640
- Virtual International Authority File: 232365179
- WorldCat: E39PBJgMyMFdR8gG4gpMHXJ4bd